# Lotto Belgium Cup 2025
De Lotto Belgium Cup is de tiende editie van dit regelmatigheidscriterium.

## Mannen

### Uitslagen
| Datum        | Wedstrijd                                 | Winnaar       | Tweede             | Derde            | Leider puntenklassement |
| ------------ | ----------------------------------------- | ------------- | ------------------ | ---------------- | ----------------------- |
| 9 maart      | Grote Prijs Jean-Pierre Monseré (uitslag) | Alexys Brunel | Stian Fredheim     | Michiel Coppens  | Alexys Brunel           |
| 29 mei       | Circuit de Wallonie                       |               |                    |                  | Alexys Brunel           |
| 9 juni       | Antwerp Port Epic (uitslag)               | Timo Kielich  | Rasmus Bøgh Wallin | Tim Merlier      | Gleb Syritsa            |
| 14 juni      | Dwars door het Hageland (uitslag)         | Paul Magnier  | Rasmus Tiller      | Tibor Del Grosso | Tibor Del Grosso        |
| 15 juni      | Elfstedenronde (uitslag)                  | Paul Magnier  | Jasper Philipsen   | Elia Viviani     | Paul Magnier            |
| 15 augustus  | Circuit Franco-Belge (uitslag)            |               |                    |                  |                         |
| 27 augustus  | Muur Classic (uitslag)                    |               |                    |                  |                         |
| 19 september | Kampioenschap van Vlaanderen (uitslag)    |               |                    |                  |                         |
| 7 oktober    | Binche-Chimay-Binche                      |               |                    |                  |                         |

## Vrouwen

### Uitslagen
| Datum       | Wedstrijd                         | Winnaar          | Tweede             | Derde           | Leider puntenklassement |
| ----------- | --------------------------------- | ---------------- | ------------------ | --------------- | ----------------------- |
| 21 april    | Ronde van Moeskroen (uitslag)     | Susanne Andersen | Marthe Truyen      | Sarah Van Dam   | Susanne Andersen        |
| 1 mei       | Hamme Classic                     |                  |                    |                 | Susanne Andersen        |
| 3 mei       | GP Schellebelle (uitslag)         | Julie Stockman   | Jesse Vandenbulcke | Puck Langenbarg | Julie Stockman          |
| 29 mei      | Circuit de Wallonie               |                  |                    |                 | Julie Stockman          |
| 7 juni      | Antwerp Port Epic (uitslag)       | Susanne Andersen | Clara Copponi      | Eilidh Shaw     | Susanne Andersen        |
| 14 juni     | Dwars door het Hageland (uitslag) | Lorena Wiebes    | Fleur Moors        | Millie Couzens  | Susanne Andersen        |
| 19 augustus | Egmont Cycling Race (uitslag)     |                  |                    |                 |                         |
| 7 oktober   | Binche-Chimay-Binche              |                  |                    |                 |                         |